# Eragisa
Eragisa is een geslacht van vlinders van de familie tandvlinders (Notodontidae).

## Soorten
- E. antarorum Thiaucourt, 1991
- E. barnesi Schaus, 1910
- E. bocra Schaus, 1906
- E. fassli Dognin, 1910
- E. juvenis Schaus, 1910
- E. lanifera Walker, 1858
- E. ligata schaus, 1911
- E. nox Schaus, 1910
- E. sabulosa Schaus, 1904
- E. tenebrosa Rothschild
- E. viridis Schaus, 1904